# Moody (Missouri)
Moody est une zone non incorporée située dans le sud-ouest du comté de Howell, dans l'État du Missouri, aux États-Unis. Elle se trouve à 16 miles (environ 26 kilomètres) au sud de West Plains, juste au nord de la Route 142 sur la route E. La Bennetts River passe à l’ouest de la communauté. La frontière entre le Missouri et l’Arkansas est située à environ 2,5 kilomètres plus au sud.
Un bureau de poste nommé Moody est en service depuis 1880. La communauté porte le nom d’un pionnier local, qui a également donné son nom au ruisseau Moody Creek, un petit cours d’eau situé juste au nord du site du village,.